# Pyhäntä
Pyhäntä – gmina w Finlandii, położona w centralnej części kraju, należąca do regionu Ostrobotnia Północna i podregionu Haapavesi-Siikalatva.